# Рука з Ірулегі

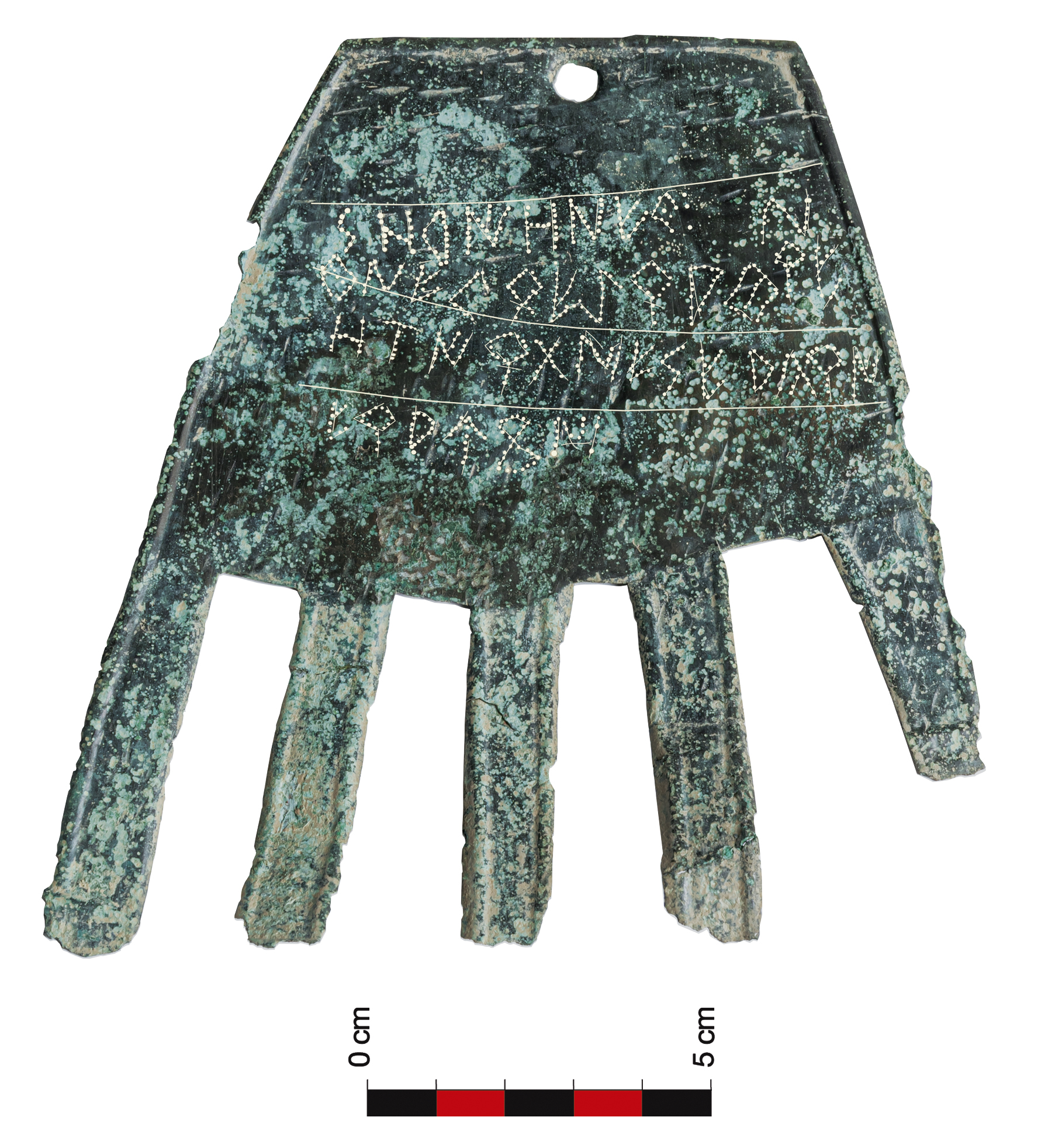
Рука з Ірулегі має висоту 143,1 мм, ширину 127,9 мм і товщину 1,09 мм, вага 35,9 грама

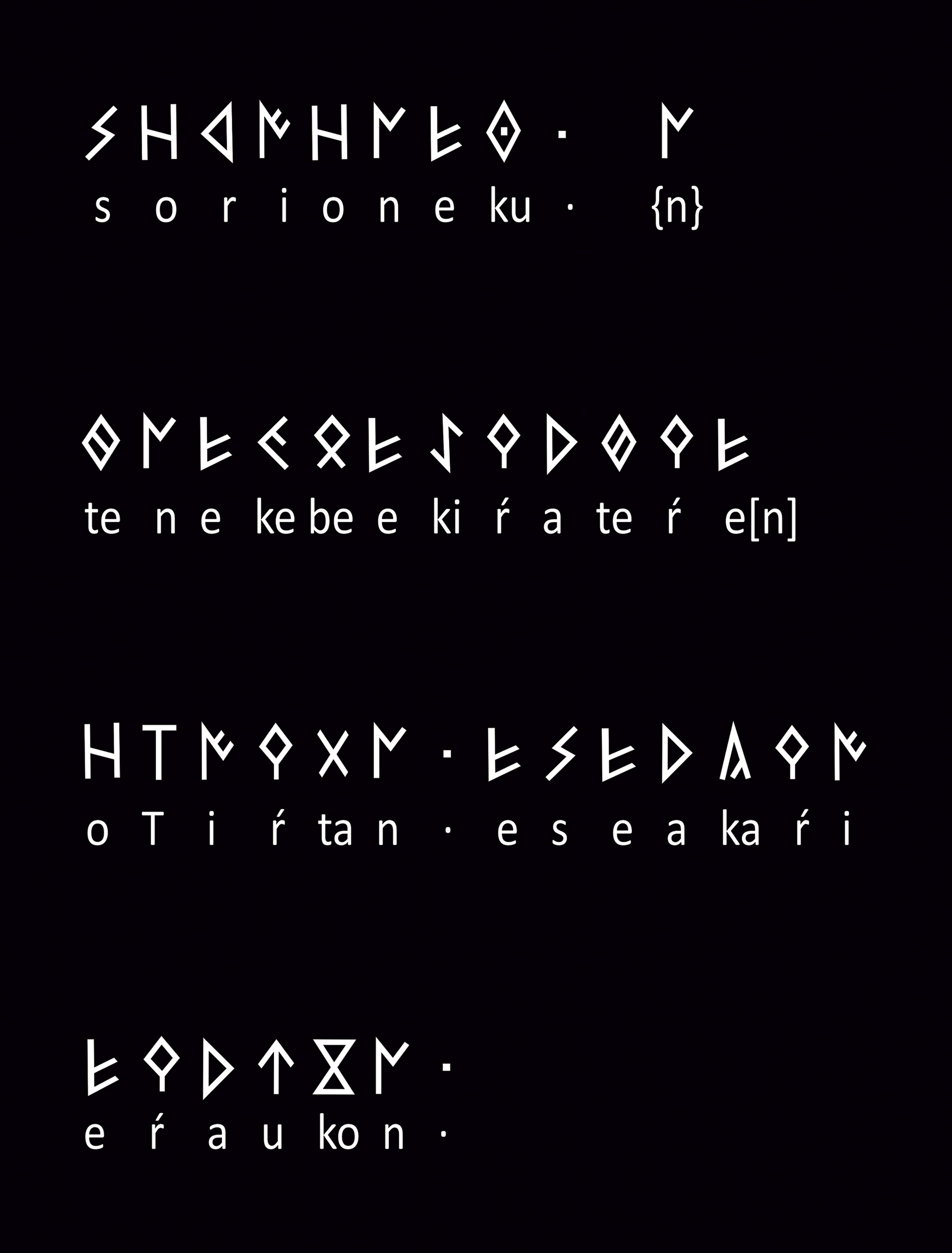
Транскрипція символів латинським алфавітом

Рука з Ірулегі (баск. Irulegiko Eskua, ісп. Mano de Irulegi) — археологічна знахідка пізнього залізної доби, знайдена в 2021 році під час розкопок, які проводилися поблизу замку Ірулегі, розташованого на південь від Памплони в Наваррі, Іспанія. Бронзовий артефакт має характерну форму витягнутої правої руки з п'ятьма словами, висіченими на поверхні, що представляють тильну сторону долоні.
Перше слово читається як sorioneku, що повторює сучасне баскське «zorioneko», слово, яке означає «щастя». Слово супроводжується чотирма іншими словами, значення яких не настільки очевидне. «Рука з Ірулегі» вважається найдавнішим свідченням баскською мовою, написане іберійським шрифтом і адаптовано з урахуванням власних особливостей мови.
Рука з Ірулегі датується 1-м століттям до нашої ери, часів Серторіанської війни, коли поселення зазнало нападу, внаслідок чого воно згоріло. Як зазначив Хуантхо Агірре Маулеон, секретар наукового товариства Аранзаді, яке проводило розкопки, дах житла обвалився, що дозволило зберегти археологічні залишки під уламками. Можливо, рука звисала з дверей, де вона захищала будинок.
Хоча про знахідку було оголошено 14 листопада 2022 року за посередництва регіонального президента Наварри, сама знахідка відбулася в червні 2021 року, коли команда розкопок під керівництвом Маттіна Айстарана вперше знайшла руку у червні 2021 року. Потім твір було передано дослідникам, які визнали його надзвичайно важливим.